# Homostola zebrina
Espèce
Homostola zebrina est une espèce d'araignées mygalomorphes de la famille des Bemmeridae.

## Distribution
Cette espèce se rencontre en Afrique du Sud, au KwaZulu-Natal, au Mpumalanga et au Gauteng et en Eswatini.

## Description
La femelle syntype mesure 23 mm.
Le mâle décrit par Hewitt en 1915 mesure 13,75 mm.

## Publication originale
- Purcell, 1902 : New South African trap-door spiders of the family Ctenizidae in the collection of the South African Museum. Transactions of the South African Philosophical Society, vol. 11, p. 348-382 (texte intégral).